# Stanza
«STANZA» — украинская рок-группа, созданная в 2009 году музыкантами города Хмельницкого, играющая в стиле modern rock, melodic hard. В переводе с английского «stanza» означает «мелодичная строфа», «куплет».

## История

### Времена «Крестового похода»
Началом отсчёта истории группы можно считать 1996 год. Именно тогда в г. Хмельницкий участники разных украинских коллективов объединяются в составе «Крестового похода» и выпускают своё первоё детище — альбом «Небо в огне», с балладной композицией «Чёрный ворон». Собственно эта легендарная лирическая исповедь «Чёрный ворон» принесла популярность исполнителям и долго звучала на всех радиостанциях Украины. Первый альбом был выдержан в стиле power-trash metal. За ним в 1998 году последовал второй альбом — «Аккорд натянутых вен», который по звучанию был немного тяжелее предыдущего. В 1999 мини-альбом «T.N.T.» представил публике новую концепцию группы и был записан в качестве эксперимента тремя участниками группы в стиле Industrial. После выхода мини-альбома «T.N.T.» в творческой деятельности команды наступил длительный перерыв.
В разное время участники группы сессионно работали с Ани Лорак, Александром Пономарёвым, Натальей Валевской, группой «Статус» и Сергеем Казанцевым.

### Новый этап. Появление «STANZA»
В 2005 году после длительного молчания группа собирается вновь в обновленном составе: вокал — Андрей Журба, барабаны — Александр Чагайна, бас — Сергей Кучер, гитара — Юрий Варгатый, клавишные — Руслан Руднев. Первый концерт команды в обновленном составе состоялся в декабре 2006 года на одной сцене с популярной группой «Парк Горького». В 2009 музыканты начинают работать над новым материалом, выдержанным в стиле modern rock, melodic hard. В связи с изменением в стилистике и звучании, они решают изменить название. Так появляется «STANZA». Альбом «Дыхание», изданный компанией MOON Records, выходит в 2010 году. Вслед за ним группа презентует дебютное видео на песню «Пьеса».
Группа STANZA участвует в фестивалях, поддерживает благотворительные акции, выступает с сольными концертами в разных городах Украины.
В 2015 году выходит клип на песню «Для неё», режиссёром которого выступила Е.Винярская, а в одной из главных ролей снялась Валерия Крук (Coolbaba). Клип транслировался на ведущих музыкальных каналах Украины, а сами участники группы с тех пор стали частыми гостями на радио- и телепрограммах.
В 2016 году группа активно работает в студии, готовя материал для второго альбома, и при этом не прекращает выступать как на Украине, так и за рубежом.

## Текущий состав
Андрей Журба — вокал, гитара
Юрий Довгалюк — гитара, бэк-вокал
Олексій Попков — бас-гитара
Дмитрий Довгань — клавишные
Александр Чагайна — ударные

## Дискография

### Дыхание («MOON Records», 2010)
1. День и ночь
2. Птица
3. Два шага до весны
4. Ангел
5. Пьеса
6. Сердце
7. Ты не один
8. Долгая ночь
9. Прелюдия любви
10. Наше над нами солнце
11. Ти підвелася з колін
12. Мокрые улицы
13. Слёзы солнца

### Крилами 2018
1. Бачиш, Чуєш…
2. Розфарбуй
3. Там Де Ти
4. Я її Шукав
5. Ворон
6. Однажды
7. Someday (2017)
8. Хто Вона
9. Згадай
10. Я Здесь
11. Йде Весна
12. Для Неё
13. Война
14. Break

## Клипы
«Пьеса» (2010)-реж. Нижников А.
Птица(2015)-реж. Маканчук В.
Ангел (2015лив)-реж. Маканчук В.
Для неё(2015)-реж. Винярская Е.

### Статьи
- Подвійна презентація від гурту «STANZA» (недоступная ссылка)
- Группа «STANZA» — свежее «дыхание» украинского рока (недоступная ссылка)
- Гітарист з Хмельницького — один з кращих на Міжнародному фестивалі
- «STANZA» готує нові сингли та відео
- «STANZA» — 5 чувств музыки
- Группа Stanza готовит к выходу новый альбом